# Hästkobben, Hangö
Hästkobben är en klippa i Finland.   Den ligger i kommunen Hangö i den ekonomiska regionen  Raseborg  och landskapet Nyland, i den södra delen av landet, 120 km väster om huvudstaden Helsingfors.
Terrängen runt Hästkobben är mycket platt. Havet är nära Hästkobben västerut. Runt Hästkobben är det ganska tätbefolkat, med 80 invånare per kvadratkilometer. Närmaste större samhälle är Hangö, 2,5 km söder om Hästkobben. 